# Motta dei Cunicci
Bei Motta dei Cunicci handelt es sich um eine kleine Insel in der nördlichen Lagune von Venedig, deren Namensteil ‚cunicci‘ auf ‚Kaninchen‘ zurückgeht. Sie hat eine Fläche von 4.547 m² oder etwas mehr als 0,45 ha und liegt östlich von Torcello.

## Geschichte
Bei der Insel handelt es sich nicht um einen Überrest des aus frühmittelalterlichen Quellen bekannten Ammiana, zu dem wohl auch die Inseln La Salina (früher Motta di San Felice) und Santa Cristina gehörten, sondern um einen Rest von Ammianella. Dieses war durch Brücken mit Ammiana verbunden, die noch heute unter der Wasseroberfläche zu sehen sind. Die Stadt und die Insel, auch in römischer Zeit besiedelt (Funde in mehr als 2,5 m Tiefe unter dem Meeresspiegel), fielen im 14./15. Jahrhundert dem steigenden Wasserspiegel der Lagune, der Versandung durch die Ablagerungen des Flusses Sile und der Malaria zum Opfer.
Das dortige Kloster S. Andrea war ein Nachfolgehaus des Klosters S. Felice di Ducia. Dorthin führten im 11./12. Jahrhundert, möglicherweise noch früher, Prozessionen zu Ehren der Heiligen Marcellian und Eliodoro. Dabei fuhren die homines de Venecia in Barken zur abgelegenen Kirche S. Felice di Doza. Ein Dokument vom 4. September 1313, in dem es um einen Streit zwischen S. Felice di Ammiana und Raynerio Venier geht, genauer gesagt um die Grenze im Gebiet der „Ducia“, heißt es: „l'isola di S. Andrea dove sone le tombe della chiesa di S. Felice in Ducia“. Damit galt eine bauliche Kontinuität als erwiesen. Luftbilder erbrachten weitere Bestätigungen für die Existenz besagter Bauwerke und Gräber im Osten, vor allem aber im Wasser vor der Insel.
Archäologische Untersuchungen brachten zudem in −2,5 m Tiefe römische Artefakte zu Tage, darunter Mauerreste, Glas und Amphoren, Bronze- und Bleiobjekte, Terra sigillata aretina und aus Norditalien, dann bearbeiteter Marmor und Überreste von Mosaiken. 6 m vor der Insel fanden sich Reste eines frühmittelalterlichen Brunnens oder einer Zisterne, dann die in den Quellen erwähnte „Basilica di S. Felice in Ducia“, die zum Kloster gehörige Basilika. Doch nicht nur südlich der heutigen Insel fanden sich bauliche Strukturen, sondern auch nördlich, darunter Straßenabschnitte von 230 und 100 m Länge.
Ende des 12. Jahrhunderts wurde der Name Ammianella durch die beiden Heiligennamen Andrea und Giacomo verdrängt. Diesen Heiligen wurde der örtliche Konvent geweiht, der ab 1179 den Regularkanonikern des hl. Augustinus unterstand. Bis 1230 durften sie keinerlei Grund außerhalb des Bistums Torcello besitzen, was 1230 Papst Gregor IX. mit der Begründung änderte, die Mönche seien so zahlreich geworden, und sie würden so viele Arme und Pilger beherbergen.
1436 hingegen fasste der Bischof von Olivolo, Lorenzo Giustiniani, die wenigen verbliebenen Renditen des nunmehr leeren Klosters mit denen des Nonnenklosters S. Girolamo in Venedig zusammen. Wenige Jahre später war Ammianella, bzw. S. Andrea, vollkommen verlassen, die dortigen Gebäude waren Ruinen. In der Neuzeit setzte sich der Name Motta dei Cunicci durch. Heute sieht man nur noch Reste einer flachen Insel in den ausgedehnten Palude Fondazzo, die bei höheren Gezeiten fast vollständig überschwemmt wird.